# Posio
Posio község Finnország északi részén, Lappföldön található.  A községben 3470  fő él 3 544 négyzetkilométernyi területen, amelyből 506 négyzetkilométert vízfelület alkot. A község népsűrűsége 1,14 fő/km2. Szomszédos községek a következők: Rovaniemi, Kemijärvi, Ranua, Salla, Kuusamo, Taivalkoski és Pudasjärvi.
A községben található az édesvizű Kitkajärvi és a Livojärvi tó.

## Fordítás
- Ez a szócikk részben vagy egészben  a   Posio című angol Wikipédia-szócikk ezen változatának fordításán alapul.  Az eredeti cikk szerkesztőit annak laptörténete sorolja fel. Ez a jelzés csupán a megfogalmazás eredetét és a szerzői jogokat jelzi, nem szolgál a cikkben szereplő információk forrásmegjelöléseként.